# Будинок Південно-Російського банку (Хмельницький)
Будинок Південно-Російського банку (місто Хмельницький, вулиця Проскурівська, 47) споруджено у 1903 р. купцем Давидом Ніренбергом для Проскурівського відділення Південно-Російського промислового банку. З 1986 р. — Хмельницький обласний художній музей. Будинок відіграє помітну роль у архітектурному обліку центральної вулиці міста. Пам'ятка архітектури місцевого значення.

## Історія
Споруджено будинок у 1903 р. проскурівським купцем, гласним Проскурівської міської думи Давидом Ніренбергом (саме його ініціали відтворені на фасаді) для Проскурівського відділення Південно-Російського промислового банку. Південно-Російський промисловий банк був одним із провідних акціонерних комерційних банків, відділення якого працювали чи не в кожному більш-менш великому місті України того часу. Основний капітал банку на 1900 р. становив 5 млн рублів, запасний — 1 млн. 435 тисяч. У 1908 р. Південно-Російський банк значно збільшив свої капітали та мережу й отримав нову назву — Об'єднаний банк, із відповідним перейменуванням усіх відділень. У меншій частині будинку (крило вздовж вул. Проскурівської) Д. Ніренберг влаштував невеличкий готель «Венеція». Під час громадянської війни у приміщенні готелю тимчасово перебували штаби військових частин, що на той час володіли містом. Так, у липні 1919 р. тут розташовувався штаб 1-ї Української радянської дивізії під командуванням М. Щорса. Про цей факт свідчить меморіальна дошка, яка була встановлена у 1967 р. Після встановлення радянської влади (листопад 1920 р.) будівля банку була націоналізована і передана в користування радянським установам. У 1950-х рр. тут знаходився облвиконком, у 1960-х рр. — міськком партії, у 1970-х рр. — редакції обласних газет «Радянське Поділля» і «Корчагінець», з 1986 р. розташувався Хмельницький обласний художній музей.

## Архітектура
Двоповерховий, цегляний, пофарбований, у плані Г-подібний, із зрізаним наріжжям та двома головними фасадами. Архітектура будинку в формах історизму поєднує візерунчастість цегляного стилю з елементами неоренесансу й модерну. В об'ємній композиції будинку домінує зрізане наріжжя з ризалітом, який на рівні другого поверху має прямокутний еркер, що підтримують ступінчасті консолі. Еркер наріжжя увінчувало високе чотиригранне шатро з кованою композицією на загостренні (ковану композицію демонтовано після капітального ремонту даху у 2000-х роках). Перший поверх рустований, міжвіконня та фриз другого поверху рясно оздоблені деталями, виконаними за допомогою цегляного мурування, декор яких підкреслено пофарбуванням. Обидва фасади мають слабовиразні центральні ризаліти з трикутними фронтонами, в які вписані здвоєні видовжені віконця. На фризах ризалітів круглі глухі віконця з вписаним роком спорудження будинку — «1903», на фризі ризаліту, що виходить на вул. Володимирську — дві прямокутні ніші з вписаними в них літерами власника будинку — «Д» та «Н».

## Цікавий факт
Будинок Південно-Російського банку за своїм архітектурним плануванням та декором є майже точною «дзеркальною» копією іншого будинку, розташованого на тій самій вулиці Проскурівській: будинку готелю «Сільва» (вул. Проскурівська, 2), яким той був до надбудови третього поверху у 1960-х рр.